# Джон Ворнер
Джон Вільям Ворнер (англ. John William Warner; 18 лютого 1927, Вашингтон — 25 травня 2021, Александрія, Вірджинія) — американський політик, був Секретарем військово-морських сил з 1972 до 1974 року і сенатором США від штату Вірджинія з 1979 до 2009 рік. Член Республіканської партії.
Ворнер був одружений з акторкою Елізабет Тейлор з 1976 до 1982 рік, одружився втретє на Джейн Вандер Майд 2003 року. Його перша дружина, Кетрін Меллон, — дочка мецената Пола Меллона й онука мільярдера та політика Ендрю В. Меллона.